# NGC 6422
NGC 6422 (również PGC 60558) – galaktyka eliptyczna (E-S0), znajdująca się w gwiazdozbiorze Smoka. Odkrył ją Lewis A. Swift 1 sierpnia 1883 roku.